# Auraleak
Az Auraleak egy magyar modern progresszív rock / industrial rock zenekar, amit 2020-ban alapított Gerő András és Szőllősi Dorottya, majd Söptei Balázs és Farkas Bálint csatlakozásával vált véglegessé a felállás. Zenei hatásaik között a legszélsőségesebb műfajokat említik, zenéjük izgalmas fúziót alkot a metal, a pop, a progresszív rock és az elektronikus zene elemeiből egyaránt. Dalaikra a minőségi hangzás, a váratlan zenei megoldások, valamint a lélek mélyét feszegető szövegkontextus jellemzi.

## Történet
Az Auraleak Gerő András szólóprojektjeként indult, de a megalakulásuk óta közösen dolgoznak első nagylemezükön. A zenekarra egy afféle művészeti terápiaként hivatkoznak, mindezt pedig egy átfogó vizuális koncepcióval színesítik disztópikus univerzumukkal, valamint a sci-fi kontextushoz releváns, védjegyükké vált színpadi imidzsükkel. A készülő, 2024 harmadik negyedévében megjelenő bemutatkozó anyagról minden dalt single-ként, valamint videóanyaggal együtt jelentetnek meg, melyek egyre több részletet fednek fel a koncepcióból, valamint az általuk képviselt fiktív karakterek jellemrajzaiból.
2022 tavaszán sikeresen pályázatot nyertek a Petőfi Kulturális Intézet (PKÜ) Nagylemez programjával , majd április 25-én debütált "Indigo" című első videoklipjük  az M2 Petőfi TV "Nézzünk szét" műsorában egy élő interjú keretein belül , melyet júniusban a 'Boolean Heart' , majd az Unreal Engine grafikus motorral készített "In Motion"  animációs videoklipje követett. 2022-ben már önálló koncertműsorral léptek fel a Fekete Zaj Fesztiválon, Budapesten (A38 Hajó, Analog Music Hall), Debrecenben, Székesfehérváron és Dunaújvárosban egyaránt. 2023 nyarán meghívást kaptak a salzburgi Lake Rock Festivalra , ahol többszáz ember előtt léphettek fel a Bullet For My Valentine, a Guano Apes és az Infected Rain előzenekaraként , ősszel önálló négyállomásos mini-turnéra indultak, december 1-jén pedig az Akvárium Klubban tartottak évzáró koncertet az Ørdøg és a Nagyúr zenekarok társaságában.
A The Spirit Matrix a zenekar első nagylemeze, amely 2024. október 25-én jelent meg. Az album tíz dalt tartalmaz, amelyek a modern társadalom mentális egészségre gyakorolt hatásait, a szorongást, a depressziót, valamint a túlterhelt információs környezetből való menekülés vágyát dolgozzák fel. A dalok dinamikája, a mély szövegek és a gondosan kidolgozott hangszerelés a modern mentálhigiénés kihívások megértésére és átélésére invitálják a hallgatókat. A zenekar zenei stílusát progresszív metalként határozták meg, amelyben olyan hatások érezhetők, mint a Tesseract, a VOLA vagy a Nine Inch Nails. A lemezről kiemelkedik a "Comet" című dal, amely gyorsan közönségkedvenccé vált ütős refrénjével . A produkció Török Dániel és Vári Gábor közreműködésével készült, a keverést és a masteringet Vári Gábor végezte a szegedi Miracle Sound stúdióban.

## Diszkográfia
Stúdióalbumok
- The Spirit Matrix (2024)

Kislemezek
- Comet (2023)
- In Motion (2022)
- Boolean Heart (2022)
- Indigo (2022)

## Cikkek
- "Az alkotás felér egy önterápiával, egy afféle lelki méregtelenítéssel" – Auraleak interjú
- "A zene mint szenvedély, művészet és terápia" – Auraleak interjú
- Indigo – Premieren az Auraleak első klipje
- Auraleak – Boolean Heart, új dal és klip
- Auraleak – A cselekvésképtelenség filozófiája
- Élethelyzetek végtelen permutációi – Auraleak klippremier
- Az Auraleak is fellép a salzburgi Lake Rock Fesztiválon